# Partille Sport Club
Der Partille Sport Club (PSC) wurde 1975 in der bei Göteborg gelegenen Gemeinde Partille gegründet und ist der älteste Hockeyverein in Schweden.
Partille Sport Club hat bereits mehrmals die Schwedischen Meisterschaften gewonnen, die Damen- und Herrenmannschaft haben bereits mehrere Male im Europacup gespielt. Der PSC hat auch Schwedens größte Jugendarbeit einer Jungen-, Mädchen und Kindermannschaft. Bei der Schwedischen Meisterschaft vom 15. bis 16. März 2008 in Lund wurden die Herren, Junioren sowie die Juniorinnen Schwedischer Hallenmeister, die Damen wurde Vizemeister. In der Europapokalsaison 2010/2011 erreichte der PSC bei der viertklassigen EuroHockey Club Challenge II den dritten Platz.
Im Europapokal 2019 gewann der Club den EuroHockey Club Champions Cup (Herren, Halle) in Wien. Die Mannschaft besiegte im Finale am 17. Februar 2019 den Gastgeber SV Arminen mit 3:1.